# Mosannona
Mosannona Chatrou – rodzaj roślin z rodziny flaszowcowatych (Annonaceae Juss.). Według The Plant List w obrębie tego rodzaju znajduje się 13 gatunków o nazwach zweryfikowanych i zaakceptowanych, podczas gdy kolejnych 5 taksonów ma status gatunków niepewnych (niezweryfikowanych). Gatunki tu należące występują naturalnie w klimacie tropikalnym obu Ameryk. Są to niewielkie drzewa występujące w nizinnych, wilgotnych lasach równikowych po obu stronach Andów od Peru i Ekwadoru, po Kolumbię i dalej Amerykę Środkową. Jeden gatunek rośnie w Gujanie i Surinamie.

## Morfologia
PokrójZimozielone drzewa.
LiścieNaprzemianległe, pojedyncze, całobrzegie. Od gatunków z podobnego rodzaju Malmea różnią się tym, że główny nerw liścia na górnej stronie blaszki jest wypukły lub płaski (u Malmea wklęsły).
KwiatyPromieniste, obupłciowe, pojedyncze, rozwijają się na szczytach pędów. Mają trzy wolne działki kielicha, nakładające się na siebie. Płatków jest 6, ułożonych w dwóch okółkach, nakładają się na siebie, podobne do siebie, wewnętrzne są zazwyczaj skórzaste. Kwiaty mają liczne wolne pręciki z pylnikami otwierającymi się na zewnątrz. Zalążnia górna, składająca się z licznych wolnych owocolistków, każdy zawiera jedną komorę u podstawy.
OwocePojedyncze, osadzone na szypułkach.

## Systematyka
Pozycja według APweb (aktualizowany system APG III z 2009)
Rodzaj wraz z całą rodziną flaszowcowatych w ramach rzędu magnoliowców wchodzi w skład jednej ze starszych linii rozwojowych okrytonasiennych określanych jako klad magnoliowych.
W obrębie rodziny rodzaj zaliczany jest do plemienia Malmeeae w obrębie podrodziny Malmeoideae.
Wykaz gatunków
| - Mosannona costaricensis (R.E. Fr.) Chatrou - Mosannona depressa (Baill.) Chatrou - Mosannona discolor (R.E. Fr.) Chatrou - Mosannona garwoodii Chatrou & Welzenis - Mosannona guatemalensis (Lundell) Chatrou - Mosannona hypoglauca (Standl.) Chatrou - Mosannona maculata Chatrou & Welzenis | - Mosannona pachiteae (D.R. Simpson) Chatrou - Mosannona pacifica Chatrou - Mosannona parva Chatrou - Mosannona raimondii (Diels) Chatrou - Mosannona vasquezii Chatrou - Mosannona xanthochlora (Diels) Chatrou |